# Їм підкоряється небо
«Їм підкоряється небо» — радянський художній чорно-білий фільм, знятий кінорежисером Тетяною Ліозновою в 1963 році. Фільм присвячений загиблим льотчикам-випробувачам. Сюжет заснований на реальній історії створення першого радянського реактивного винищувача МіГ-9 в КБ Мікояна. Картина стала лауреатом першої премії Міжнародного кінофестивалю авіаційних і астронавтичних фільмів в Довілі (1963).

## Сюжет
Початок 1960-х. Проходить повітряний парад сучасної авіатехніки. Лежить на звалищі МіГ-9, який створювали герої фільму… Кінець 1940-х. Льотчику-випробувачу Олексію Колчину (прототип — Олексій Миколайович Гринчик) доручено вперше підняти в повітря перший радянський реактивний винищувач. Випробування проходять успішно, але необхідно вдосконалювати літак. Під час вибуху двигуна Колчин гине, його останні слова записані на магнітофонну стрічку. Вивчивши їх, друг Колчина Сергій Шаров робить нову спробу і доводить випробування літака до кінця. Сюжет картини повторений в повісті Анатолія Аграновського «Відкриті очі», яка вийшла в світ одночасно з фільмом.

## У ролях
- Микола Рибников —  Олексій Степанович Колчин
- Володимир Сєдов —  Сергій Ілліч Шаров
- Світлана Світлична —  Ніна Колчина
- Євген Євстигнєєв — генеральний конструктор Іван Сергійович
- Олег Жаков —  Олег Петрович Басаргін
- Сергій Блинников —  конструктор
- Георгій Куликов — конструктор Віталій Ілліч
- Микола Погодін —  Володимир Андрійович, льотчик-випробувач
- Сергій Бобров — конструктор Петро Єгорович
- Павло Тарасов —  літній конструктор
- Лев Золотухін —  Гордєєв Леонід Петрович
- Петро Щербаков — льотчик-випробувач Петро Сушков
- Володимир Раутбарт — інженер, що заїкається, Володимир Петрович
- Іван Рижов —  інспектор польотів
- Лев Барашков — відсторонений від випробувань недисциплінований льотчик
- Вадим Захарченко —  п'яний монтер
- Ян Янакієв — конструктор Семен Семенович
- Микола Бармін —  інженер-конструктор
- Микола Граббе —  конструктор
- Ісай Гуров —  конструктор
- Борис Кордунов —  конструктор
- М. Львова — лікар Капітоліна
- Клавдія Лепанова —  конструктор
- Манефа Соболевська —  секретарка
- Рудольф Панков —  льотчик
- Володимир Смирнов —  льотчик
- Олена Рибникова — дочка Колчина, Іришка
- Володимир Приходько — майор Льотчик
- Микола Романов — лікар Микола Павлович
- Яків Ленц —  військовий лікар
- Лев Лобов —  Льотчик

## Знімальна група
- Автори сценарію: Анатолій Аграновський,  Леонід Агранович
- Режисер-постановник:  Тетяна Ліознова
- Оператор:  Валерій Гінзбург
- Художник-постановник:  Борис Дуленков
- Композитор:  Андрій Ешпай
- Директор картини:  Володимир Марон
- Консультанти:
  - генерал-майор авіації Є. В. Тимошкин
  - заслужені льотчики-випробувачі СРСР, Герої Радянського Союзу:
    -  А. Г. Кочетков,
    -  Л. М. Кувшинов